# 水上広樹
水上 広樹（みなかみ ひろき）は、日本のイラストレーター、同人誌作家、漫画家。

## 作品リスト

### ゲーム
- ファーストKiss☆物語（1998年、キャラクターデザイン・声優）
- プリズムパレット（2001年、キャラクターデザイン）
- ファーストKiss☆物語II 〜あなたがいるから〜（2002年、キャラクターデザイン）

### イラスト
- アクエリアンエイジ
- 悠久の車輪

### 漫画
- コットン（コミックゲーメスト・新声社）